# Rabbit Island (Malouines)
Rabbit Island est l'une des îles du groupe Hummock Island située de la baie du roi George dans les îles Malouines. Elle se trouve au large de la côte ouest de la Grande Malouine dans la baie qui mène à l'estuaire de Chartres River (en)

## Administration
Les îles sont administrées par le Royaume-Uni dans le cadre du Territoire britannique d'outre-mer des îles Falkland. Elle est revendiquée par la République argentine, qui en fait une partie du Département des îles de l'Atlantique Sud dans la province de Terre de Feu, Antarctique et îles de l'Atlantique sud.

## Description
Avec une superficie de 1,78 km2 c'est la deuxième plus grande des trois îles principales de la baie, située à 4,5 km à l'ouest de Hummock Island et Middle Island. C'est à l'est des îles du Passage et au sud-est de Split Island.
Sur trois côtés, l'île est à peu près rectangulaire, mais il y a un long promontoire s'étendant vers le sud-est. L'île a des pentes très raides jusqu'à 61 mètres au nord et à l'ouest, mais elle s'incline doucement vers l'est. Les points les plus élevés sont d'environ 91 mètres. Il a été fortement pâturé par les moutons dans le passé et il y a une vieille cabane dans la vallée. La présence des rats ont été confirmés sur l'île.